# Azusa (アルバム)
『azusa』（あずさ）は、日本のシンガーソングライター、azusaの1作目のオリジナルアルバム。2011年8月31日にポニーキャニオンから発売された。

## 解説
2010年のデビューシングル「i Love」から「真夏のフォトグラフ」の計4作のシングル曲のほか、配信限定でリリースされたシングル「stories」の再録バージョンを収録している。
初回限定盤は、収録シングル4曲のPVを収録したDVDとの同梱。

## 収録曲
全作詞・作曲：azusa
1. 明日晴れたら [4:14]
テレビ東京『あにてれ Presents アニソンぷらす+』2011年8月度エンディングテーマ
2. i Love [4:24]
テレビアニメ『アマガミSS』前期オープニングテーマ
3. マングローブの森 [4:15]
4. 夢ノート [3:47]
テレビアニメ『もしドラ』オープニングテーマ
5. ふーる ふーる [3:47]
6. 真夏のフォトグラフ [4:26]
テレビアニメ『アスタロッテのおもちゃ!』エンディングテーマ
7. ナミダアメ [5:18]
8. Two of us [3:48]
9. 好きよ [3:18]
10. 君のままで [4:22]
テレビアニメ『アマガミSS』後期オープニングテーマ
11. Just be a friend [3:32]
12. 夏祭り [5:03]
13. フラワー [3:43]
14. stories 〜azusa self-cover ver.〜 [4:51]
テレビアニメ『アマガミSS』キャラクターソングのセルフカバー。